# Campeonato Cearense 1928
In 1928 werd het veertiende Campeonato Cearense gespeeld voor clubs uit Braziliaanse staat Ceará. De competitie werd georganiseerd door de ADC en werd gespeeld van 18 april tot 16 september. Fortaleza werd kampioen.

## Eindstand
| Plaats | Club       | Wed. | W | G | V | Saldo | Ptn. |
| ------ | ---------- | ---- | - | - | - | ----- | ---- |
| 1.     | Fortaleza  | 8    | 7 | 1 | 0 | 36:8  | 15   |
| 2.     | Maguari    | 8    | 3 | 3 | 2 | 19:10 | 9    |
| 3.     | Ceará      | 8    | 3 | 2 | 3 | 16:18 | 8    |
| 4.     | Guarany    | 8    | 3 | 1 | 4 | 15:26 | 7    |
| 5.     | Fluminense | 8    | 0 | 1 | 7 | 7:31  | 1    |

|  | Kampioen |

### Kampioen
| Campeonato Cearense de 1928   |
| Ceará                         |
| ----------------------------- |
| FORTALEZA Kampioen (7° titel) |